# (37431) 2002 AT7
2002 AT7 (asteroide 37431) é um asteroide da cintura principal. Possui uma excentricidade de 0.15329720 e uma inclinação de 4.15053º.
Este asteroide foi descoberto no dia 4 de janeiro de 2002 por NEAT em Palomar.